# Hiéroglyphe égyptien O14
Le mur avec frise, en hiéroglyphes égyptiens, est classifiée dans la section O « Bâtiments, parties de bâtiments etc. » de la liste de Gardiner ; cet hiéroglyphe y est noté O14.

## Représentation
Il représente une section du plan d'un édifice surmonté d'une frise de créneaux décoratifs (hiéroglyphe O13). Il est translittéré sbḫt.

## Utilisation
| O13 |

| O13 |

| s | b | x · t | O14 | / | O14 | t |

| s | b | x · t | O14 | / | O14 | t |

| s | b | x | O14 |

| s | b | x | O14 |